# Fronte macedone
Il fronte macedone (o fronte di Salonicco, o fronte meridionale) fu il risultato del tentativo delle potenze dell'Intesa di venire in soccorso della Serbia, nell'autunno del 1915, contro l'attacco combinato di Germania, Austria-Ungheria e Bulgaria. La spedizione arrivò tardi e con forze insufficienti ad evitare la caduta della Serbia e fu complicata dalla crisi politica interna in Grecia (il cosiddetto "scisma nazionale"). Alla fine si formò un fronte stabile, che andava dalla costa adriatica albanese fino al fiume Strimone, contrapponendo una forza armata multinazionale contro gli imperi centrali. Il fronte macedone rimase abbastanza stabile, nonostante alcune azioni locali, fino alla grande offensiva dell'Intesa nel settembre del 1918, cui seguì la capitolazione della Bulgaria e la liberazione della Serbia.

## Retroscena
L'Impero austro-ungarico aveva attaccato la Serbia nell'agosto del 1914, ma non era riuscita a sconfiggere la resistenza serba. Dopo l'entrata nel conflitto dell'Impero ottomano a fianco degli Imperi centrali, il fattore decisivo era diventato la posizione della Bulgaria. La Bulgaria occupava una posizione strategicamente importante sul fianco serbo e il suo intervento da una delle due parti sarebbe stato decisivo.
Ad ogni modo la Bulgaria e la Serbia avevano combattuto due guerre nei precedenti 30 anni, la prima nel 1885 (guerra serbo-bulgara), la seconda nel 1913 (seconda guerra balcanica). Il risultato di quest'ultima aveva rappresentato una forte umiliazione per la Bulgaria e vi era un sentimento d'irredentismo diffuso, essendosi la Serbia appropriata di terre che di diritto sarebbero spettate alla Bulgaria.
Mentre gli stati dell'Intesa potevano offrire solo piccole concessioni territoriali dalla Serbia e dall'ancora neutrale Grecia, le promesse degli Imperi centrali erano molto più allettanti, dato che offrivano la maggior parte dei territori che la Bulgaria già reclamava. Quando si dimostrò la forza degli Imperi centrali a seguito della sconfitta dell'Intesa nella campagna dei Dardanelli e la sconfitta russa nell'offensiva di Gorlice-Tarnów, il re Ferdinando I firmò un trattato con la Germania ed il 21 settembre 1915 la Bulgaria cominciò la mobilitazione bellica.

## Caduta della Serbia

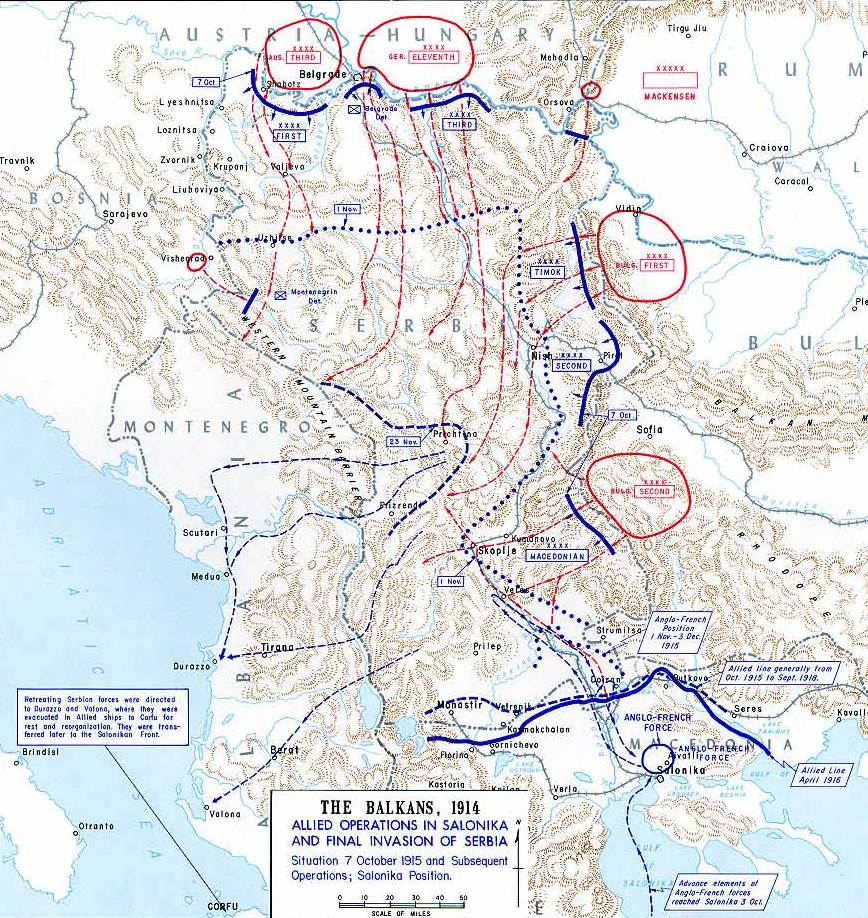
Conquista della Serbia

Negli ultimi nove mesi i serbi avevano provato, senza riuscirvi, a ricostruire le loro armate colpite e a migliorare gli approvvigionamenti. Nonostante questi sforzi, l'esercito serbo era aumentato di soli 30 000 uomini dall'inizio della guerra (quando erano 225 000) e non era ancora ben equipaggiato. Anche se le forze dell'Intesa avevano discusso della necessità di mandare seri rinforzi militari alla Serbia, non fu inviato niente, prima che fosse troppo tardi. Quando la Bulgaria iniziò la mobilitazione, i francesi e gli inglesi mandarono due divisioni in soccorso della Serbia, ma queste arrivarono tardi nella città greca di Salonicco. Parte del motivo del ritardo è da ricercare nelle diverse e contrastate opinioni sulla guerra che vi erano in Grecia.
Contro la Serbia fu mobilitato l'esercito bulgaro, un'armata tedesca ed una austro-ungarica, tutte sotto il comando del maresciallo superiore August von Mackensen, mettendo insieme più di 800 000 soldati. I tedeschi e gli austro-ungheresi cominciarono l'attacco il 7 ottobre, con un massiccio fuoco di artiglieria, seguito da attacchi lungo i fiumi. In seguito, il giorno 11, l'esercito bulgaro attaccò da due direzioni, una dal nord del paese in direzione di Niš, l'altra da sud verso Skopje. L'esercito bulgaro si trovava in superiorità numerica e infranse rapidamente le deboli linee serbe che avevano provato a bloccarne l'avanzata. Dopo l'avanzata bulgara, le posizioni serbe si trovavano senza speranza; anche la parte principale dell'esercito a nord sarebbe stata in breve circondata e costretta ad arrendersi o a ritirarsi.

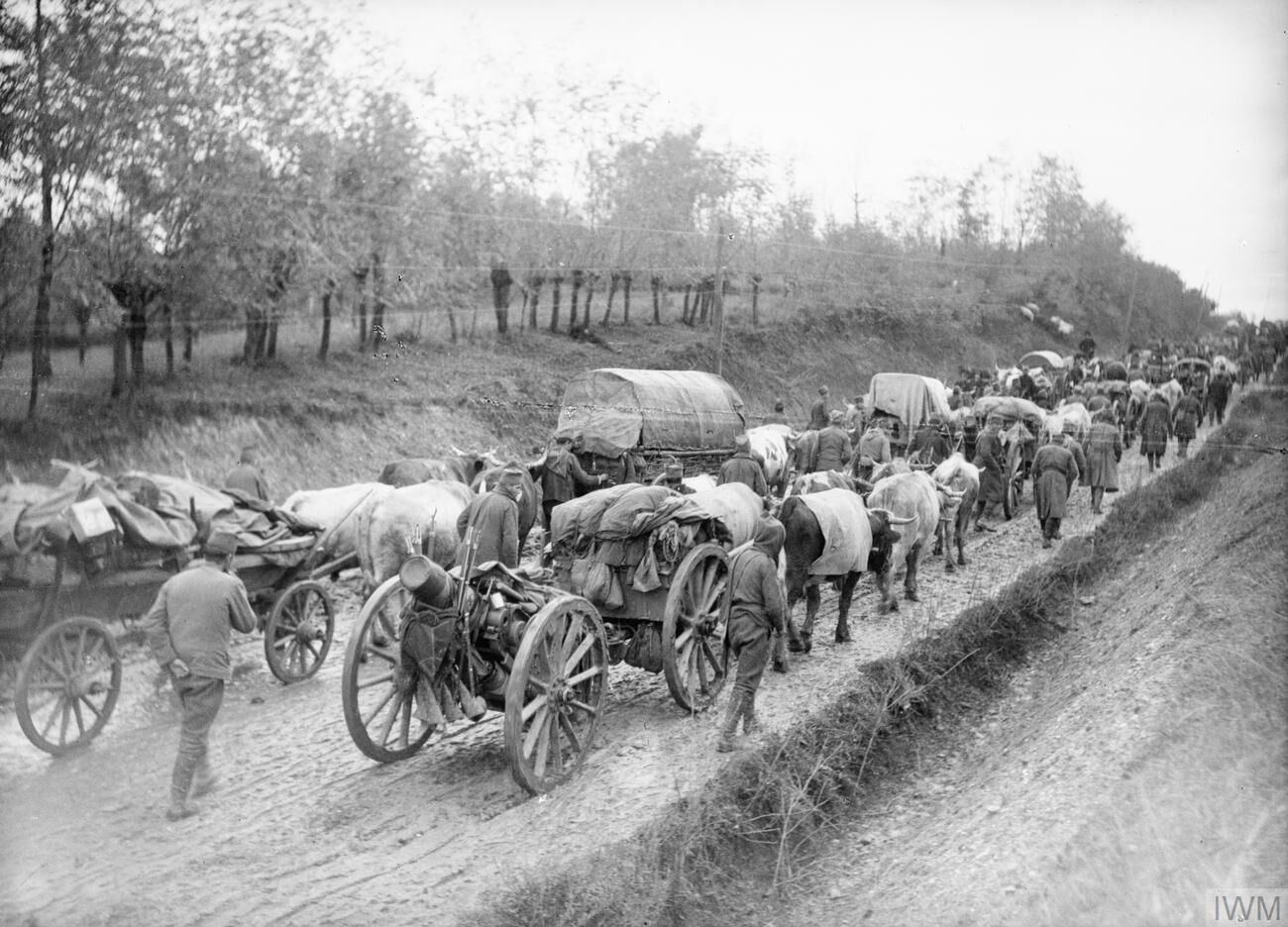
L'esercito serbo durante la sua ritirata verso l'Albania

Il maresciallo Radomir Putnik ordinò la ritirata totale verso sud-ovest, attraverso il Montenegro e all'interno dell'Albania. Le condizioni meteorologiche erano terribili, le strade in pessime condizioni e l'esercito doveva anche aiutare le decine di migliaia di civili che scappavano insieme a loro. Circa 125 000 soldati serbi raggiunsero le coste del mar Adriatico e s'imbarcarono su navi italiane che li trasportarono in varie isole greche (la maggior parte a Corfù), prima di essere portati a Salonicco. Il maresciallo Putnik dovette essere portato in barella durante l'intera ritirata e morì poco più di un anno dopo in un ospedale in Francia.
Le divisioni franco-britanniche marciarono verso nord da Salonicco nel tardo novembre, sotto il comando del generale francese Maurice Sarrail. Comunque alle divisioni inglesi era stato ordinato dall'ufficio militare di Londra di non oltrepassare la frontiera greca. In questo modo le divisioni francesi avanzarono da sole lungo il fiume Vardar. Questa avanzata fu di limitato aiuto per l'esercito serbo che si stava ritirando, dato che l'esercito bulgaro doveva concentrare forze maggiori sul fianco meridionale per reagire alla minaccia. A metà dicembre il generale Sarrail concluse che la ritirata era necessaria di fronte ai determinati assalti bulgari alla sua posizione.
Questa fu una vittoria quasi totale per gli Imperi centrali. La ferrovia da Berlino a Costantinopoli era finalmente aperta e, come risultato, la Germania poteva sostenere il suo debole partner, l'Impero ottomano. L'unico neo nella vittoria fu la notevole ritirata dell'esercito serbo, non annientato, che riuscì a rimanere organizzato ed a tornare a combattere appena sei mesi più tardi.

## 1916 - Formazione del fronte macedone
L'esercito austro-ungarico attaccò il Montenegro, alleato della Serbia. Il piccolo esercito montenegrino offrì una valida resistenza nella battaglia di Mojkovac, che fu di notevole aiuto durante la ritirata serba, ma in breve si trovò ad affrontare gravi problemi e fu costretto ad arrendersi il 25 gennaio. Gli austro-ungheresi continuavano ad avanzare lungo la costa adriatica, attaccando l'Albania, che era controllata dall'Italia. Per la fine dell'inverno, il piccolo contingente italiano si ritirò attorno a Valona.
A questo punto, con la guerra nei Balcani effettivamente persa, lo stato maggiore britannico aveva intenzione di ritirare tutte le sue truppe dalla Grecia, ma il governo francese protestò vivamente. Dato che le divisioni francesi rimanevano nelle loro posizioni, rimasero anche quelle britanniche, con un'evidente antipatia reciproca. Le armate dell'Intesa si trincerarono intorno a Salonicco, che divenne un enorme campo fortificato, guadagnandosi così l'appellativo beffardo di "giardinieri di Salonicco". L'esercito serbo (adesso al comando del generale Petar Bojović), dopo un periodo di riposo e di ripresa a Corfù, venne trasportato dai francesi sul fronte macedone.

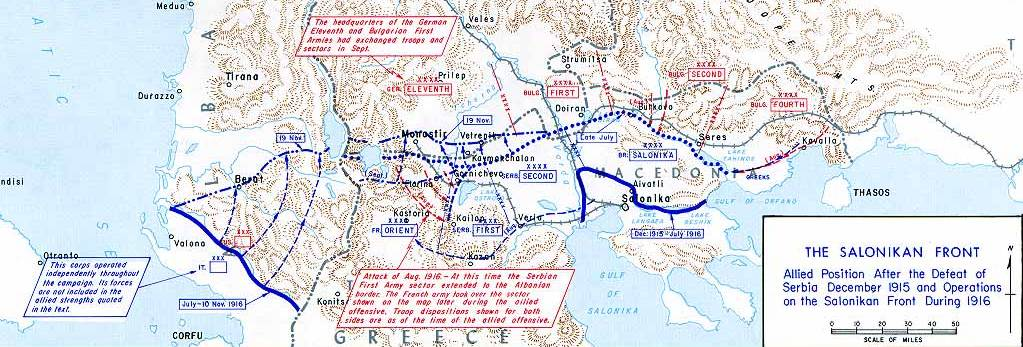
Combattimenti sul confine greco, 1916

Allo stesso tempo la situazione politica in Grecia era molto confusa. Ufficialmente la Grecia era neutrale, ma il re Costantino I caldeggiava un intervento al fianco della Germania, mentre il primo ministro Eleutherios Venizelos era a favore di un intervento al fianco della Gran Bretagna. In primis, la Grecia sostenne l'aiuto militare franco-inglese alla Serbia, quindi vi si oppose; alla fine, dopo le dimissioni di Venizelos, il governo fedele al re lo condannò, ma non si oppose mai alle armate dell'Intesa che si trovavano di stanza a Salonicco. I tedeschi, che speravano di far passare la Grecia dalla propria parte, si guardarono bene dall'attraversare il confine greco.
Nel maggio 1916 il generale Sarrail chiese che l'esercito greco venisse smobilitato. Anche se il governo greco accolse la richiesta, questa azione spinse ulteriormente la Grecia verso gli imperi centrali.
Alla luce della certezza che la Romania sarebbe presto entrata in guerra al fianco dell'Intesa, il generale Sarrail cominciò i preparativi per un attacco all'esercito bulgaro. I tedeschi, con un eccellente aiuto dai sostenitori greci, prepararono i propri piani per un "attacco di guasto". L'offensiva tedesca fu lanciata il 17 agosto, appena tre giorni prima della prevista offensiva francese. In realtà questa era un'offensiva bulgara, dato che l'esercito austro-ungarico si trovava in Albania e sul confine greco si trovava una sola divisione tedesca. L'attacco ebbe un successo iniziale dovuto all'effetto sorpresa, ma le forze serbe guadagnarono una linea difensiva dopo due settimane. Avendo fermato l'offensiva bulgara, l'esercito serbo organizzò un contrattacco il 12 settembre. Il terreno era accidentato ed i bulgari si trovavano sulla difensiva, ma i serbi guadagnarono notevoli posizioni. La lenta avanzata dei serbi continuò durante ottobre e novembre, anche se le condizioni meteorologiche peggiorarono notevolmente e la neve cominciò a cadere fino alle colline. I tedeschi mandarono due ulteriori divisioni per sostenere l'esercito bulgaro, ma il 19 novembre l'esercito congiunto serbo-francese catturò il Kajmakčalan, il picco più alto del monte Nidže, e costrinse gli imperi centrali ad abbandonare Monastir all'Intesa.
Le perdite di questa campagna furono di almeno 50 000 uomini da parte dell'Intesa e si presume di almeno 60 000 bulgari e tedeschi uccisi o catturati. Il fronte era avanzato di appena 40 chilometri.
L'avanzata bulgara nella Macedonia orientale sotto controllo greco causò ad ogni modo un'altra crisi interna in Grecia. Il governo ordinò alle truppe nell'area (il IV Corpo Armato smobilitato) di non resistere e, nonostante qualche resistenza locale da parte di pochi ufficiali, la maggior parte del Corpo insieme al suo comandante fu costretto ad arrendersi ad una forza tedesca simbolica e fu internato per il resto della guerra a Görlitz. La resa senza opposizione dei territori recentemente acquisiti ai tanto odiati bulgari fu vista da molti ufficiali venizelisti come la goccia che faceva traboccare il vaso. Con l'aiuto attivo dell'autorità dell'Intesa, costoro organizzarono un colpo di mano che assicurò Salonicco e la maggior parte della Macedonia greca a Venizelos. Da questo momento in avanti la Grecia ebbe due governi: quello ufficiale, leale al re ad Atene, che manteneva la propria neutralità di fronte ad una crescente pressione da parte dell'Intesa, e quello "rivoluzionario" venizelista a Salonicco, che entrò immediatamente in guerra a fianco dell'Intesa.
Nello stesso periodo gli italiani avevano sbarcato più forze in Albania e queste nuove truppe riuscirono a spingere i corpi armati austriaci indietro fino alle colline a sud del lago d'Ostrovo.

## 1917

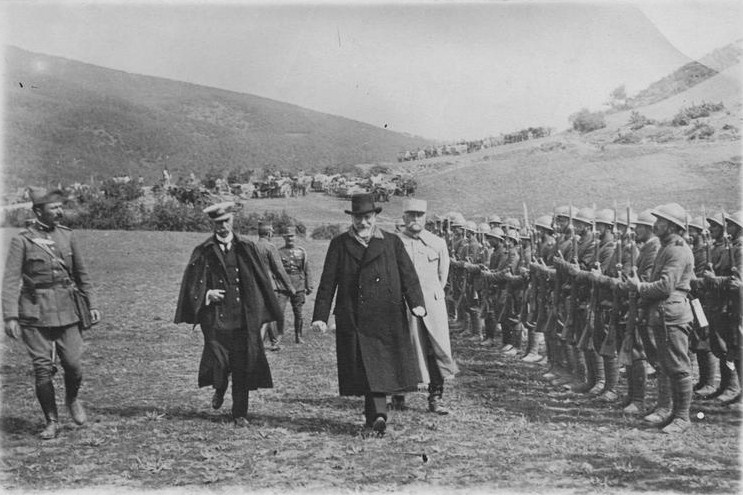
Il primo ministro greco Eleutherios Venizelos ispeziona le truppe sul fronte macedone, accompagnato dall'ammiraglio Pavlos Koundouriotis e dal generale Maurice Sarrail

A settembre del 1916 era arrivato un corpo di spedizione italiano in Macedonia. Nella primavera del 1917, l'Armee d'Orient del generale Sarrail era stata rinforzata al punto di disporre di 22 divisioni: 6 francesi, 6 serbe, 7 inglesi, 1 italiana, 1 greca "di difesa nazionale" e 2 russe. A queste furono poi aggiunte altre 2 divisioni greche. Venne pianificata un'offensiva per la fine di aprile, ma l'attacco iniziale fallì con gravi perdite e l'offensiva venne fermata il 21 maggio.
In seguito gli alleati dell'Intesa, con l'intenzione di esercitare una maggiore pressione su Atene, occuparono la Tessaglia, che era stata evacuata dall'esercito reale, e l'istmo di Corinto, tagliando in pratica il paese in due. Con un'ulteriore pressione diplomatica si arrivò all'esilio del re greco il 14 giugno e alla riunificazione del paese sotto il controllo del primo ministro Venizelos, aiutato dalle baionette dell'Intesa. Il nuovo governo dichiarò immediatamente guerra agli Imperi centrali e cominciò a creare un nuovo esercito. Nonostante questo risultato favorevole, il nuovo primo ministro francese Georges Clemenceau richiamò il generale Sarrail nel novembre per sostituirlo con il più diplomatico generale Adolphe Guillaumat.

## 1918
In maggio le truppe greche, guidate dal generale Guillaumat, attaccarono e catturarono la posizione bulgara di Skra di Legen (o Jarebična), segnando la prima importante azione bellica greca a fianco dell'Intesa. Ad ogni modo, con l'offensiva tedesca che minacciava direttamente la Francia, Guillaumat fu richiamato a Parigi e rimpiazzato dal generale Franchet d'Esperey.
Anche se d'Esperey esprimeva la necessità di un attacco all'esercito bulgaro, il governo francese rifiutò di permettere un'offensiva fino a che tutti i paesi non fossero d'accordo. Il generale Guillaumat, non più necessario in Francia, viaggiò da Londra a Roma, tentando di ottenere l'approvazione per un attacco. Alla fine, a settembre, l'accordo fu raggiunto e d'Esperey ebbe l'autorizzazione a lanciare la sua grande offensiva.
Le forze armate dell'Intesa erano ora molto grandi. Non solo avevano dalla propria parte l'esercito greco al completo (9 divisioni), ma erano forti anche di 6 000 uomini della legione cecoslovacca, che era stata evacuata dalla Russia e inviata sui vari fronti, pronti a combattere contro gli odiati austro-ungarici. Ad ogni modo i bulgari avevano aumentato anche loro le dimensioni del proprio esercito nel 1917 e le due parti si equivalevano per numero di soldati (291 battaglioni dell'Intesa contro 300 battaglioni bulgari insieme a 10 battaglioni tedeschi). Ma la situazione del morale era completamente differente. Gli alleati dell'Intesa erano fiduciosi nella vittoria imminente, mentre i bulgari vedevano la sconfitta sempre più vicina: l'Impero ottomano era ormai al collasso, il governo austro-ungarico versava nel caos totale ed il potente esercito tedesco era stato sconfitto sul fronte occidentale. I bulgari non avevano più intenzione di combattere per una causa persa.
La battaglia di Dobro Pole ebbe inizio con un bombardamento d'artiglieria sulle posizioni nemiche il 14 settembre. Il giorno seguente i francesi ed i serbi attaccarono e catturarono gli obiettivi prefissati. Il 18 settembre anche i greci e gli inglesi attaccarono, ma vennero fermati, a prezzo di gravi perdite, dai bulgari nella terza battaglia di Dojran. Ad ogni modo l'armata franco-serba avanzò vigorosamente. Il giorno dopo alcune unità bulgare si arresero senza combattere. Il comando bulgaro ordinò la ritirata.
Nel resoconto ufficiale del governo britannico sulla campagna del fronte macedone, il Military Operations Macedonia, l'autore fa un'analisi accurata della situazione delle forze bulgare al fronte. Nonostante la rotta a Dobro Pole e la continua avanzata dell'esercito dell'Intesa, l'esercito bulgaro non era stato sbaragliato e si stava ritirando ordinatamente. Il 29 settembre (un giorno prima della resa ufficiale bulgara), Skopje era nelle mani dell'Intesa, ma un'armata bulgaro-tedesca era posizionata per riprendersi la città il giorno successivo. Inoltre il numero di prigionieri bulgari nelle mani dell'Intesa era di circa 15 000 uomini.
Un altro fattore importante contribuì alla richiesta di un armistizio da parte bulgara. Una massa di soldati in ritirata e disertori si era rivoltata e stava convergendo sul centro ferroviario di Radomir in Bulgaria, ad appena 50 km dalla capitale Sofia. Il 27 settembre i leader dell'Unione Agraria Nazionale Bulgara presero la guida delle truppe ammutinate e proclamarono il rovesciamento della monarchia e la fondazione di una nuova repubblica. Circa 4000-5000 soldati in rivolta minacciarono Sofia il giorno successivo. In queste circostanze caotiche una delegazione bulgara raggiunse Salonicco per richiedere un armistizio. Il 30 settembre i bulgari si assicurarono l'armistizio di Salonicco da parte del generale d'Esperey, ponendo fine alla guerra. La rivolta dei soldati venne sedata il 2 ottobre. Lo zar Ferdinando I abdicò ed andò in esilio il 3 ottobre.
Con la resa del Regno di Bulgaria, l'Impero ottomano si trovò isolato dagli Imperi centrali. A questo punto l'esercito inglese si spostò ad est verso il lato europeo dell'Impero ottomano, mentre le forze francesi e serbe continuarono verso nord. L'esercito inglese si avvicinò a Costantinopoli e, privo di una seria forza militare di difesa per fermarlo, il governo ottomano chiese un armistizio (armistizio di Mudros) il 26 ottobre (Enver Pascià ed i suoi sostenitori erano appena fuggiti a Berlino qualche giorno prima).

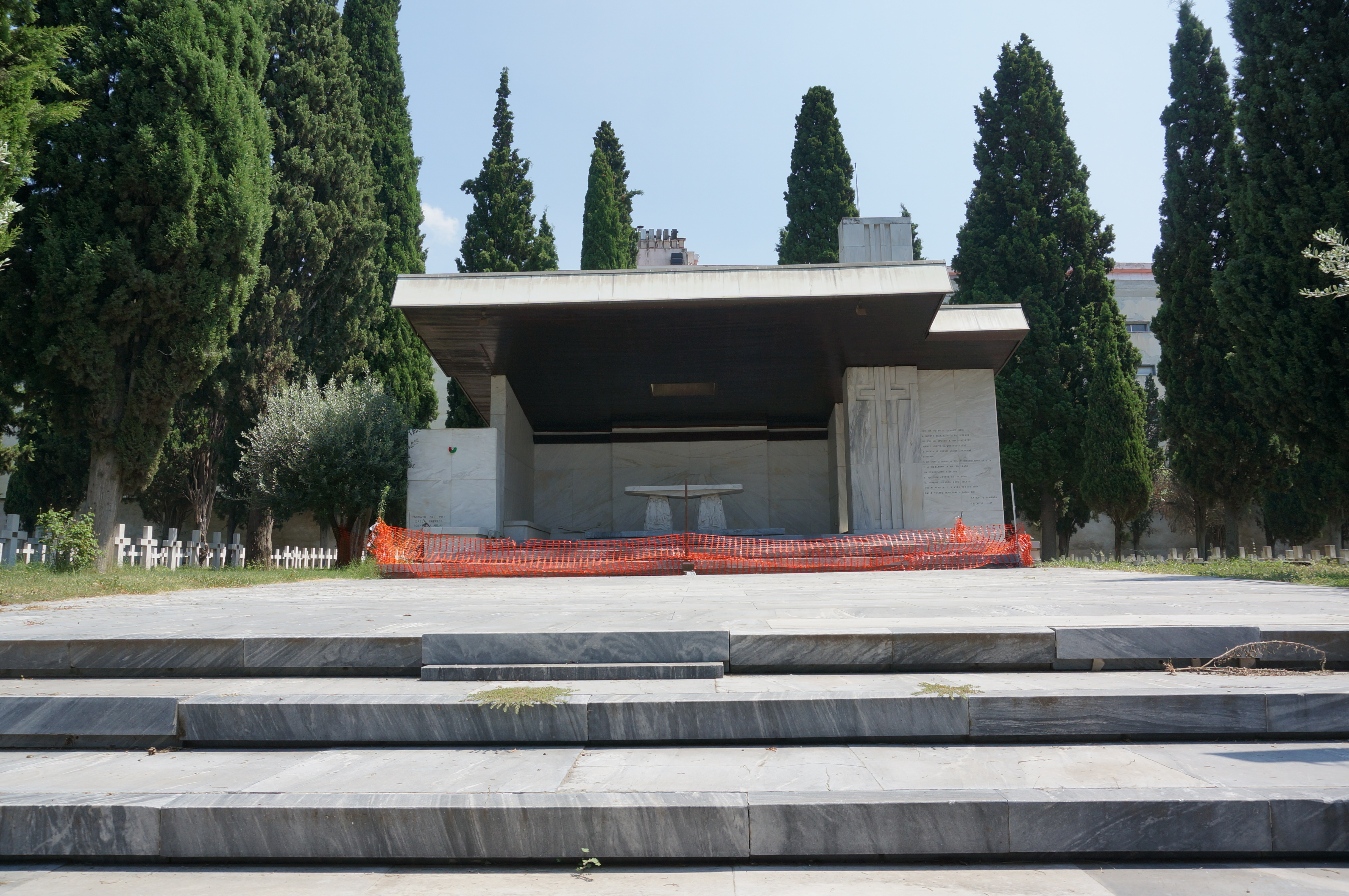
Cimitero del Corpo di spedizione italiano in Macedonia

Con il "disperato Frankie" (come veniva chiamato d'Esperey dagli inglesi) che spingeva sempre più avanti, l'esercito franco-serbo riconquistò la Serbia e sconfisse molte deboli divisioni tedesche che provavano a bloccare la sua avanzata verso Niš. Il 3 novembre l'Austria-Ungheria si arrese sul fronte italiano. Il 10 novembre l'esercito di d'Esperey oltrepassò il Danubio, minicciando di entrare nel cuore dell'Ungheria. Su richiesta del comandante francese, il conte Mihály Károlyi, alla guida del governo ungherese, arrivò a Belgrado e firmò un ulteriore armistizio.